# Irouléguy
Irouléguy é uma comuna francesa na região administrativa da Nova Aquitânia, no departamento dos Pirenéus Atlânticos. Estende-se por uma área de 9,23 km². Em 2010 a comuna tinha 361 habitantes (densidade: 39,1 hab./km²).